# Mamdani-Implikation
Die Mamdani-Implikation oder auch Mamdani-Implikationsoperator gehört zur Gruppe der Fuzzy-Implikationsoperatoren aus dem Bereich der Fuzzy-Logik. Die Fuzzy-Implikation stellt eine Erweiterung der Implikation aus der klassischen Logik dar. Durch diese Erweiterung ist das logische Schließen, wie es aus der klassischen Logik bekannt ist, auch auf der Basis unsicheren Wissens möglich. Man nennt dies auch fuzzy-logisches Schließen. Bei fuzzy-logischen Implikationsoperatoren wirkt sich der Wahrheitsgehalt der Prämisse auf den Wahrheitsgehalt des Ergebnisses aus.
Der Mamdani-Implikationsoperator ist definiert durch die {\displaystyle \mathrm {min} [x,y]}-Zugehörigkeitsfunktion: 
{\displaystyle \mu _{A\to B}(x,y):=\mathrm {min} \lbrace \mu _{A}(x),\mu _{B}(y)\rbrace }. 
Hierin soll zum Ausdruck gebracht werden, dass der Wahrheitsgehalt des Ergebnisses nicht größer sein wird als der Wahrheitswert der Prämisse.
Für andere Anwendungen kann ein anderes Wahrheitsverhältnis zwischen Prämisse und Ergebnis passender sein. Dies modellieren andere Fuzzy-Implikationsoperatoren, beispielsweise ist die Zadeh-Implikation definiert als {\displaystyle \mathrm {max} [\mathrm {min} [x,y],1-x]}.
Der Mamdani-Implikationsoperator findet beispielsweise in der Regelungstechnik seine Anwendung.